# Monolâtrie
La monolâtrie — ou (plus rare) le monolâtrisme — est une doctrine religieuse, forme du polythéisme, qui reconnaît l'existence de plusieurs dieux mais qui en vénère un de préférence, voire à l'exclusion des autres. Ce terme est formé à partir du grec ancien μόνος (monos) qui signifie « un », « unique », et λατρεία (latréïa) qui veut dire « vénération », « adoration ».
À la différence du monothéisme, la monolâtrie reconnaît l'existence d'autres dieux, ressortissant à divers cultes. Seul un dieu, celui dont les monolâtres reconnaissent le culte, est considéré comme digne de vénération.
De nombreux passages de l'Ancien Testament faisant référence à d'autres dieux ont conduit certains historiens des religions à considérer que la religion des anciens Hébreux était au départ une monolâtrie, qui s'est transformé plus tard en monothéisme selon la vision la plus communément partagée. Selon l'interprétation de Francolino Gonçalves, une conception monolâtrique pure aurait coexisté dès les origines du Yahwisme avec une conception plus hénothéiste. L'historien Jean Soler, notamment, défend le premier point de vue reposant sur une analyse comparative de nombreux textes, et situe le passage dans la religion juive du polythéisme monolâtre au monothéisme au IVe siècle av. J.-C.. Cette interprétation, qui rejoint à un certain degré celle du gnosticisme, n'est cependant bien sûr pas acceptée par les théologiens du judaïsme.
La monolâtrie est un cas particulier d'hénothéisme.